# Hans-Arne Stiksrud
Hans-Arne Stiksrud (* 10. Januar 1944 in Nordrach; † 12. September 2005 in Marburg) war ein deutscher Psychologe.

## Leben
Stiksrud studierte bis 1972 Psychologie an der Johann Wolfgang Goethe-Universität Frankfurt am Main, an der er auch vier Jahre später promoviert wurde. Er arbeitete als Wissenschaftlicher Angestellter am Institut für Psychologie und am Institut für Pädagogische Psychologie in Frankfurt, anschließend als Hochschulassistent im Fachbereich Erziehungs- u. Unterrichtswissenschaften / Abt. Psychologie der Freien Universität Berlin, an der er sich im Jahr 1988 habilitierte.
Seit 1994 war Stiksrud Professor für Pädagogische Psychologie am Institut für Bildungsforschung der Pädagogischen Hochschule Karlsruhe, zudem langjähriger Leiter der dortigen Schulpaktischen Abteilung.

## Arbeit
Die Schwerpunkte seiner Forschungstätigkeit lagen bei der Jugendforschung aus entwicklungspsychologischer Perspektive sowie in späteren Jahren bei der Interpretation des Wirkens des Psychoanalytikers Erik Homburger Erikson. So entdeckte er beispielsweise, dass Erikson entgegen den Angaben einiger früherer Biografen doch sein Abitur abgelegt hatte.

## Schriften
- Diagnose und Bedeutung individueller Werthierarchien. Frankfurt a. M./Bern 1976
- Jugend und Werte. Aspekte einer Politischen Psychologie des Jugendalters, als Herausgeber, Weinheim-Basel 1984.
- Entwicklungsaufgaben und Bewältigungsprobleme in der Adoleszenz, als Herausgeber mit D. Liepmann, Göttingen/Toronto/Zürich 1985.
- Adoleszenz und Postadoleszenz. Beiträge zur angewandten Jugendpsychologie, als Herausgeber mit F. Wobit, Eschborn 1985.
- Jugend im Generationen-Kontext: Sozial- und Entwicklungspsychologische Perspektiven. Opladen 1994.
- Erziehung, Entfaltung und Entwicklung: Ein Lern- und Lehrbuch für den Unterricht in Psychologie und Erziehungslehre an weiterführenden Schulen, zus. mit E. Schmitz, Heidelberg 1994
- Dem Leben Gestalt geben. Erik H. Erikson aus interdisziplinärer Sicht, zus. mit H. Hofmann Wien 2004.